# خدا اعداد صحیح را آفرید
خدا اعداد صحیح را آفرید: پیشرفت‌های ریاضی که تاریخ را تغییر داد (به انگلیسی: God Created the Integers: The Mathematical Breakthroughs That Changed History) کتاب گلچین ادبی است که در سال ۲۰۰۵ توسط استیون هاوکینگ نوشته شده و شامل «گزیده‌هایی از سی و یک اثر مهم در تاریخ ریاضیات» است. عنوان کتاب اشاره ای به نقل قولی است که به لئوپولد کرونکر ریاضی‌دان آلمانی نسبت داده شده که گفته: «خدا اعداد صحیح را آفرید؛ مابقی کار بشر است».